# Макванди, Бехруз
Бехруз Макванди (перс. بهروز مکوندی‎; родился 23 августа 1963 года в Месджеде-Солеймане, Иран) — иранский футбольной тренер, в прошлом футболист. Ныне он возглавляет клуб «Нафт» (Месджеде-Солейман), выступающий в чемпионате Ирана.

## Клубная карьера
Бехруз Макванди родился в Месджеде-Солеймане, остане Хузестан. Начинал он свою карьеру футболиста и провёл большую её часть в клубе «Санат Нафт» из города Абадан, также расположенного в Хузестане. В 2003 году Макванди перебрался в команду «Нафт» из родного для него Месджеде-Солеймана, в которой через 2 года он и закончил играть.
В «Нафте» Макванди и начал свою тренерскую карьеру, сначала на должности ассистента, а с 2010 года в роли главного тренера. В сезоне 2013/14 «Нафт» под его руководством впервые в своей истории добился выхода в Про-лигу.